# Посольство України в ПАР
Посольство України в Південно-Африканській Республіці — дипломатична місія України в Південно-Африканській Республіці. Знаходиться в Преторії.

## Завдання посольства
Основне завдання Посольства України в Преторії — представляти інтереси України, сприяти розвиткові політичних, економічних, культурних, наукових та інших зв'язків, а також захищати права та інтереси громадян і юридичних осіб України, які перебувають на території Південно-Африканської Республіки, Намібії, Замбії, Зімбабве, Ботсвани, Лесото, Маврикію, Мадагаскару та Есватіні.
Посольство сприяє розвитку міждержавних відносин між Україною і Південно-Африканською Республікою на всіх рівнях. Забезпечує гармонійний розвиток взаємних відносин. А також займається співробітництвом та питаннями, що становлять взаємний інтерес. Посольство також виконує функції консульства.

## Історія дипломатичних відносин
Після проголошення незалежності Україною 24 серпня 1991 року Південно-Африканська Республіка визнала незалежність України 14 лютого 1992 року. 16 березня 1993 року було встановлено дипломатичні відносини між Україною та ПАР. Посольство України в ПАР працює з серпня 1994 року

## Керівники дипломатичної місії
1. Гур'янов Леонід Миколайович (13.12.1995 — 30.12.1999)
2. Турянський Ігор Мефодійович (05.02.2001 — 16.02.2004)
3. Скуратовський Михайло Васильович (16.02.2004 — 09.08.2006)
4. Самойлова Лілія Іванівна (08.09.2007 — 16.07.2008) т.п.
5. Гребенюк Валерій Миколайович (17.07.2008 — 19.03.2014[2])
6. Буркат Євген Валерійович (20.08.2014[3] — 13.06.2017[4])
7. Абравітова Любов Олександрівна (13.06.2017 — 02.12.2018) т.п.
8. Кузьмич Тарас Олександрович (02.12.2018[5] — 19.07.2019[6])
9. Абравітова Любов Олександрівна (14.04.2020[7] —21.07.2025[8])
10. Щерба Олександр Васильович (з 21.07.2025[9])